# Kaitlyn Weaver
Kaitlyn Elizabeth Weaver (Houston (Texas), 12 april 1989) is een Amerikaans-Canadees voormalig kunstschaatsster die actief is in de discipline ijsdansen. Ze nam met haar schaatspartner Andrew Poje deel aan twee edities van de Olympische Winterspelen: Sotsji 2014 en Pyeongchang 2018 en werden beide keren zevende bij het ijsdansen. Weaver en Poje wonnen in 2010 en 2015 de 4CK.

## Biografie

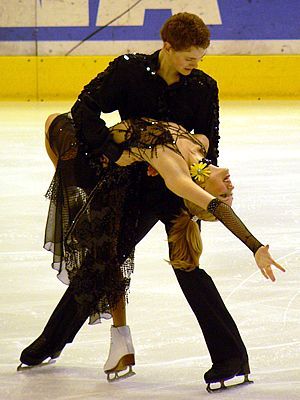
Weaver en Clavey (2005)

De in de Verenigde Staten geboren Weaver begon op vijfjarige leeftijd met kunstschaatsen, en stapte op haar elfde over naar het ijsdansen. Haar eerste ijsdanspartner was Charles Clavey, met wie ze vijf jaar tijdens wedstrijden uitkwam voor haar geboorteland. Het duo won in 2005 zilver op de nationale kampioenschappen in de noviceklasse en werd in 2006 vierde bij de NK junioren. Clavey wilde hierna gaan studeren aan de Columbia-universiteit, waarna het koppel de samenwerking beëindigde.
Weaver zocht in de zomer van 2006 naar een nieuwe schaatspartner, maar kon die niet vinden. Zo schaatste ze in die periode twee maanden met Elliot Pennington, maar net als Clavey bleek ook hij liever te willen studeren. De Canadees Andrew Poje was in die tijd eveneens naarstig op zoek naar een schaatspartner. Aangezien Weaver enkele keren in Canada had getraind en de coaches van Weaver en Poje elkaar kenden, besloot het stel in augustus 2006 de samenwerking een keer uit te proberen. Het klikte gelijk.
Ze verhuisde hierop naar Canada. In hun eerste seizoen, 2006/07, behaalden Weaver en Poje meteen successen met de derde plaatsen op de nationale kampioenschappen en de WK junioren van 2007. Bij de WK van 2007 werden ze twintigste. Het duo werd steeds beter en in juni 2009 verkreeg Weaver, naast haar Amerikaanse paspoort, de Canadese nationaliteit. Op een haar na miste het paar in 2010 echter kwalificatie voor de Olympische Winterspelen in Vancouver. Dit was een grote teleurstelling voor de twee kunstschaatsers. Ze behaalden dat jaar echter wel goud bij de viercontinentenkampioenschappen, gevolgd door brons op hetzelfde toernooi in 2012. Ondanks dat Weaver in december 2012 haar linkerkuitbeen brak, wist ze op tijd hersteld te zijn voor de WK. Mede dankzij het ijsdanspaar werden er drie olympische startplaatsen veiliggesteld. In 2014 kwalificeerden ze zich voor de Olympische Winterspelen in Sotsji. Hier werden ze zevende.
Ze bemachtigden in hetzelfde jaar (2014) zilver op de WK, het jaar erop gevolgd door brons. Bij afwezigheid van Tessa Virtue / Scott Moir wonnen ze in 2015 en 2016 de nationale titel en waren ze die jaren de besten bij de Grand Prix-finale. En in 2015 veroverden ze de gouden en in 2016 de bronzen medaille op de viercontinentenkampioenschappen.
Weaver is queer.

## Belangrijke resultaten

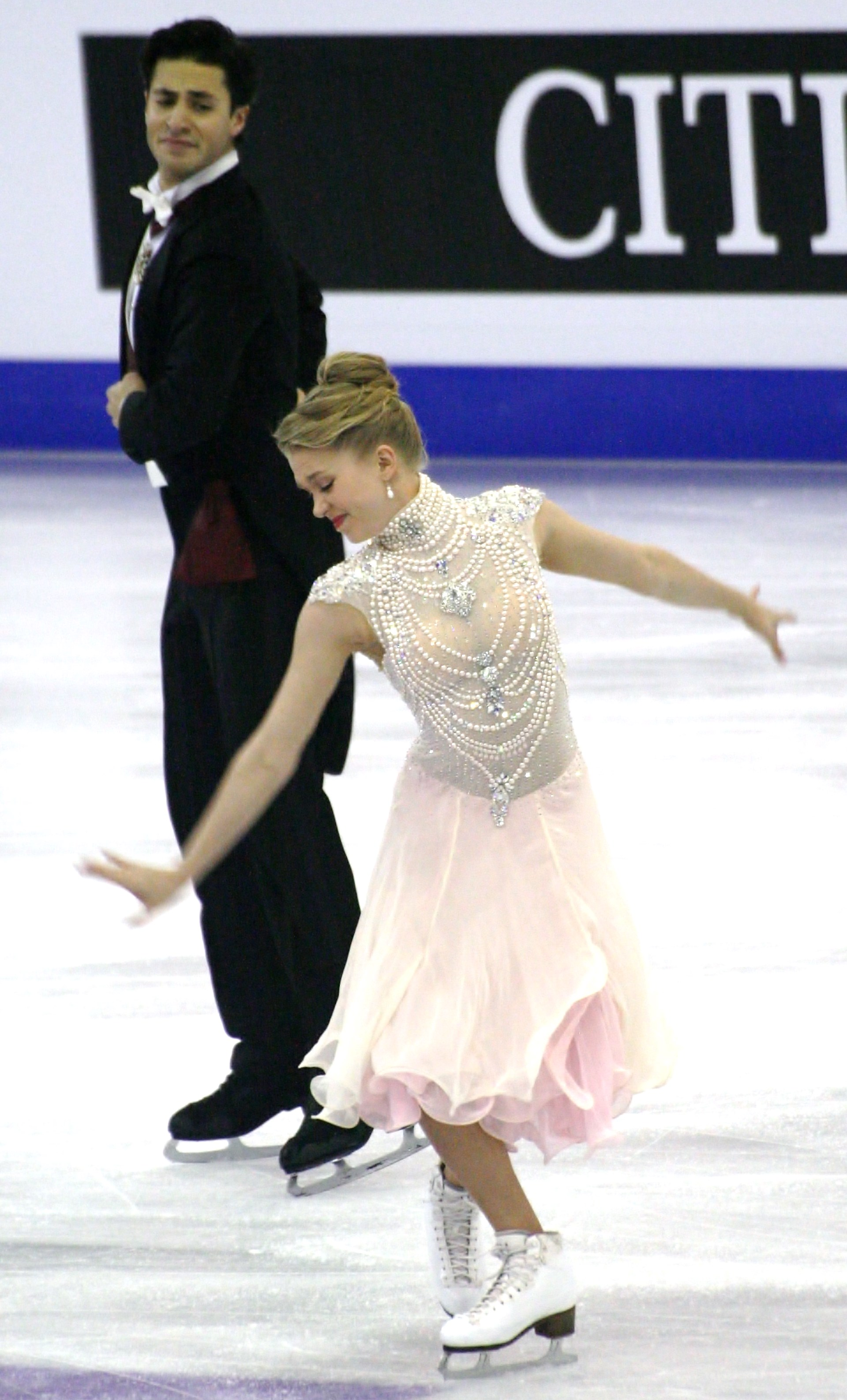
Weaver en Poje in 2015

2000-2006 met Charles Clavey (voor de Verenigde Staten uitkomend), 2006-2019 met Andrew Poje (voor Canada uitkomend)
| Kampioenschap                | 05/06 |       | 06/07         | 07/08         | 08/09         | 09/10         | 10/11         | 11/12         | 12/13         | 13/14         | 14/15         | 15/16         | 16/17         | 17/18         | 18/19 |
| ---------------------------- | ----- | ----- | ------------- | ------------- | ------------- | ------------- | ------------- | ------------- | ------------- | ------------- | ------------- | ------------- | ------------- | ------------- | ----- |
| Olympische Spelen            |       |       |               |               | dnq.          |               |               |               | 7e            |               |               |               | 7e            |               |       |
| Wereldkampioenschap          |       | 20e   | 17e           |               |               | 5e            | 4e            | 5e            | Zilver        | Brons         | 5e            | 4e            | Brons         | 5e            |       |
| Viercontinentenkampioenschap |       |       | 5e            | 5e            | Goud          | 4e            | Brons         |               |               | Goud          | Brons         | 5e            |               | Zilver        |       |
| Grand Prix-finale            |       |       |               |               |               | 5e            | 4e            |               | 5e            | Goud          | Goud          |               |               |               |       |
| Nationaal kampioenschap      |       | Brons | Zilver        | Brons         | Brons         | Zilver        | Zilver        | t.z.t.        | Zilver        | Goud          | Goud          | Zilver        | Brons         | Goud          |       |
| WK junioren                  |       | Brons | geen deelname | geen deelname | geen deelname | geen deelname | geen deelname | geen deelname | geen deelname | geen deelname | geen deelname | geen deelname | geen deelname | geen deelname |       |
| NK junioren                  | 4e    |       | geen deelname | geen deelname | geen deelname | geen deelname | geen deelname | geen deelname | geen deelname | geen deelname | geen deelname | geen deelname | geen deelname | geen deelname |       |

dnq. = niet gekwalificeerd
t.z.t. = trokken zich terug